# هارولد بيل رايت
هارولد بيل رايت (بالإنجليزية: Harold Bell Wright)‏ (4 مايو 1872، رومي في الولايات المتحدة - 24 مايو 1944، لاهويا في الولايات المتحدة)؛ روائي أمريكي.

## روابط خارجية
- هارولد بيل رايت على موقع IMDb (الإنجليزية)
- هارولد بيل رايت على موقع الموسوعة البريطانية (الإنجليزية)
- هارولد بيل رايت على موقع إن إن دي بي (الإنجليزية)
- هارولد بيل رايت على موقع قاعدة بيانات الفيلم (الإنجليزية)